# Иванов, Григорий Семёнович
Григо́рий Семёнович Ивано́в (24 января (6 февраля) 1900, Визимбирь, Царевококшайский уезд, Казанская губерния, Российская империя — октябрь 1942, Сталинградский фронт) — марийский советский деятель науки, учёный-языковед, педагог. Первый заслуженный деятель науки Марийской АССР (1941). Участник Великой Отечественной войны.

## Биография
Родился 24 января (6 февраля) 1900 года в деревне Визимбирь ныне Куженерского района Марий Эл.
Учился в Казанской учительской семинарии, работал в школах Марийской автономной области и Мароблоно. В 1937 году окончил Марийский педагогический институт им. Н. К. Крупской, здесь же преподаватель. С 1938 года — завуч Марийского института усовершенствования учителей.
Известен как один из создателей учебников марийского языка для школ (вместе с И. Ф. Андреевым, К. Ф. Смирновым).
В 1941 году ему, первому среди марийских учёных, было присвоено почётное звание «Заслуженный деятель науки Марийской АССР».
В 1942 году призван в РККА. Участник Великой Отечественной войны: рядовой, в октябре 1942 года погиб под Сталинградом.

## Звания и награды
- Заслуженный деятель науки Марийской АССР (1941)[2][3]
- Почётная грамота Президиума Верховного Совета Марийской АССР (1941)[2][3]